# Bollnäs församling
Bollnäs församling är en församling i Bollnäs pastorat i Hälsinglands södra kontrakt i Uppsala stift. Församlingen ligger i Bollnäs kommun i Gävleborgs län.

## Administrativ historik
Församlingen har medeltida ursprung. Församlingen utgjorde till 1867 ett eget pastorat. År 1867 utbröts Annefors och Katrinebergs församlingar som kapellförsamlingar och de tre församlingarna ingick till 1922 i pastoratet Bollnäs, Annefors och Katrineberg. 21 april 1922 återgick Annefors och Katrinebergs församlingar i Bollnäs församling som från den tiden till 1995 åter utgjorde ett eget pastorat. År 1995 bildade församlingen med Rengsjö församling ett gemensamt pastorat, Bollnäs-Rengsjö pastorat. Från 2014 ingår församlingen i en nybildat Bollnäs pastorat.
Före 1972 hade de tidigare kapellagen Annefors och Katrineberg sina egna församlingskoder: Annefors hade ursprungligen 211902 och från 1959 218302, Katrineberg hade ursprungligen 211901 och från 1959 218301. Området utanför kapellagen hade koden 211903 för delen i Bollnäs landskommun och 218300 för delen i Bollnäs stad, och från 1959 218303.

## Organister
| Ämbetstid | Namn                | Levnadstid | Övrigt    |
| --------- | ------------------- | ---------- | --------- |
| 1941–1964 | Gustav Eskil Crantz | 1912–      | Organist. |

## Kyrkor
- Bollnäs kyrka
- Annefors kapell
- Katrinebergs kapell
- Staffanskyrkan

På kyrkogården ligger bland andra Åke (Stan) Hasselgård begravd.